# 1-я Брестская улица
Пе́рвая Бре́стская у́лица — улица в центре Москвы в Тверском районе между Триумфальной площадью и Тверской Заставой.

## Происхождение названия

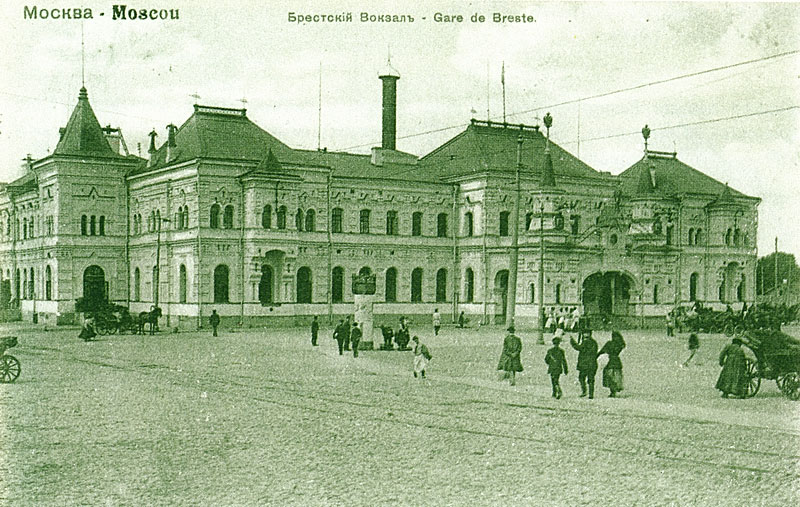
Брестский вокзал (ныне Белорусский). 1900-е годы.

В 1890-м году улица получила название Брестская, так как вела к Брестскому вокзалу. Ранее называлась Малой Тверской-Ямской и 2-й Тверской-Ямской улицей (Пресненской части) по находившейся здесь Тверской ямской слободе. На протяжении XIX в. (до 1890-го г.) на картах Москвы использовалось оба названия (на картах, на которых улица называется 2-й Тверской-Ямской, также существует и другая 2-я Тверская-Ямская улица, которая относилась к Сущёвской части):
1843 — Средняя Ямская улица.
1848 — Средняя Ямская улица.
1852 — Вторая Тверская-Ямская улица (Пресненской части).
1853 — Средняя Ямская улица.
1855 — Средняя Ямская улица.
1860 — Средняя Ямская улица.
1871 — 2-я Тверская-Ямская улица (Пресненской части).
1872 — Средняя Ямская улица.
1878 — Средняя Ямская улица.
1878 — 2-я Тверская-Ямская улица.
1879 — 2-я Тверская-Ямская улица.
1882 — Средняя Ямская улица.
1884 — 2-я Тверская-Ямская улица.
1885 — Средняя Ямская улица.
1888 — 2-я Тверская-Ямская улица.
1890 — Брестская улица.
1911 — Брестская улица.
В 1912 году получила название 1-я Брестская, так как параллельная 3-я Тверская-Ямская стала именоваться 2-й Брестской.

## Описание
1-я Брестская улица начинается от Садового кольца на Триумфальной площади, проходит на северо-запад параллельно 1-й Тверской-Ямской, пересекает улицы Гашека, Юлиуса Фучика, Васильевскую и Большую Грузинскую улицы и выходит на площадь Тверская Застава у Белорусского вокзала.

## Примечательные здания и сооружения
По нечётной стороне:
- № 13/14 — Моспроект;
- № 15 — Центральное агентство путешествий; издательский холдинг «Медиа Медика»; журналы «Психиатрия и психофармакология», «Популярная медицина», «Современная онкология», «Инфекция и антимикробная терапия», «Гинекология», «Обозрение по психиатрии»;
- № 17 — поликлиника Моспроект;
- № 29 — административное здание «Кэпитал Тауэр» (2001—2004, архитекторы Александр Скокан, Валерий Каняшин, Мария Дехтяр, Ксения Бердникова)[19][20], иногда называемое «домом-пингвином»[21];
- № 33/17 — жилой дом. Здесь жили актёры Алексей Эйбоженко[22], Виктор Хохряков[23], Яков Смоленский[24];
- № 55 — Московская железная дорога, Московско-Смоленское отделение, Московско-Смоленская дистанция сигнализации и связи.

По чётной стороне:
- № 10, стр. 4 — Административное здание Министерства обороны СССР (1960-е, архитектор А. Меерсон, М. Былинкин, А. Репетий), ныне — Министерство экономического развития Российской Федерации[25];
- № 42 — доходный дом Левина - Астрова, с керамическим панно (1911, архитектор О. Г. Пиотрович);
- № 58 — доходный дом И. Г. Волкова (1912, архитектор П. А. Заруцкий)[26];
- № 60, строение 1 — гостиница «Empire»;
- № 62 — доходный дом С. Ф. Семёновой (1909—1910, архитектор В. В. Шервуд)[26].

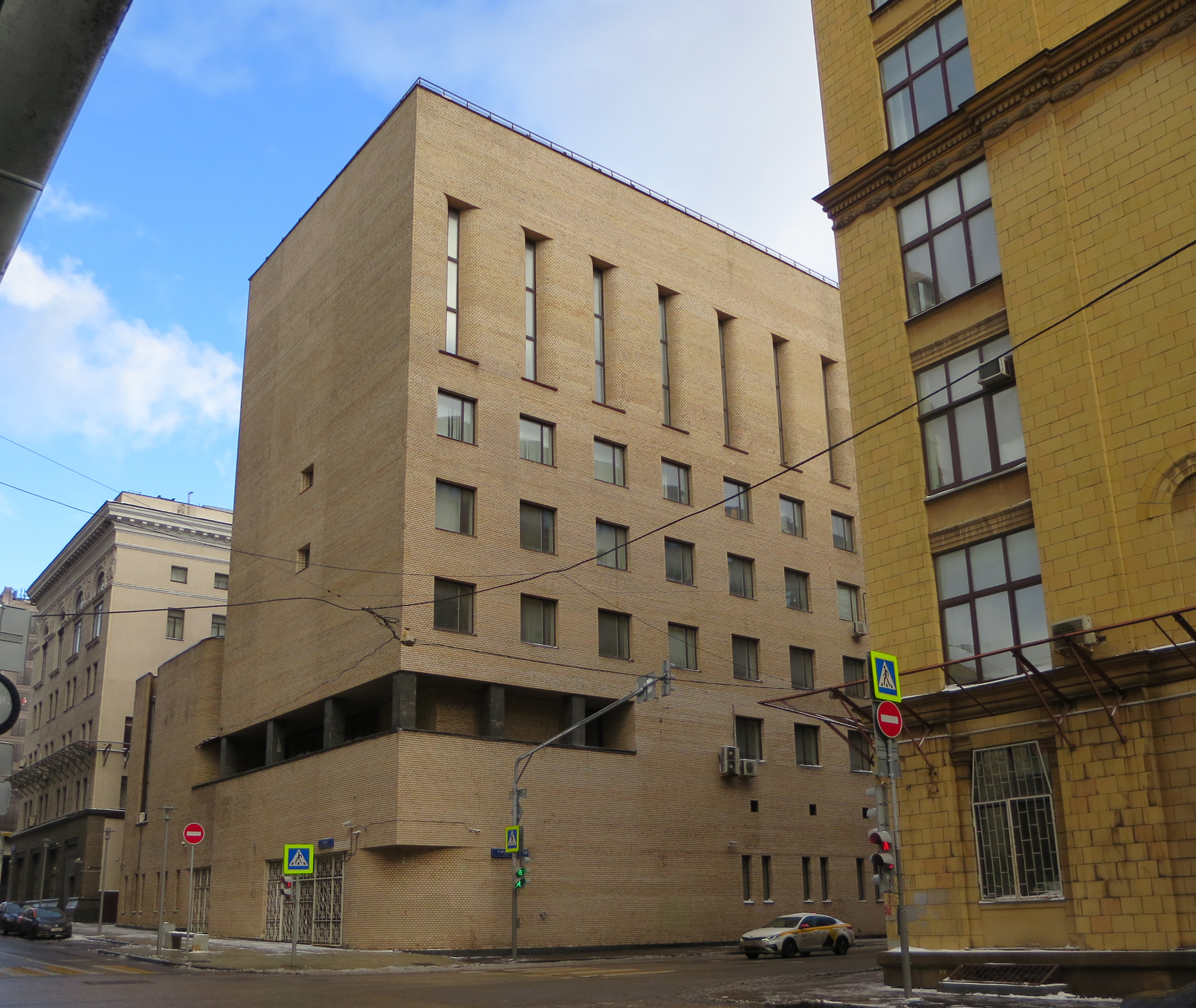
Дом № 10, стр. 4. Пример советского модернизма
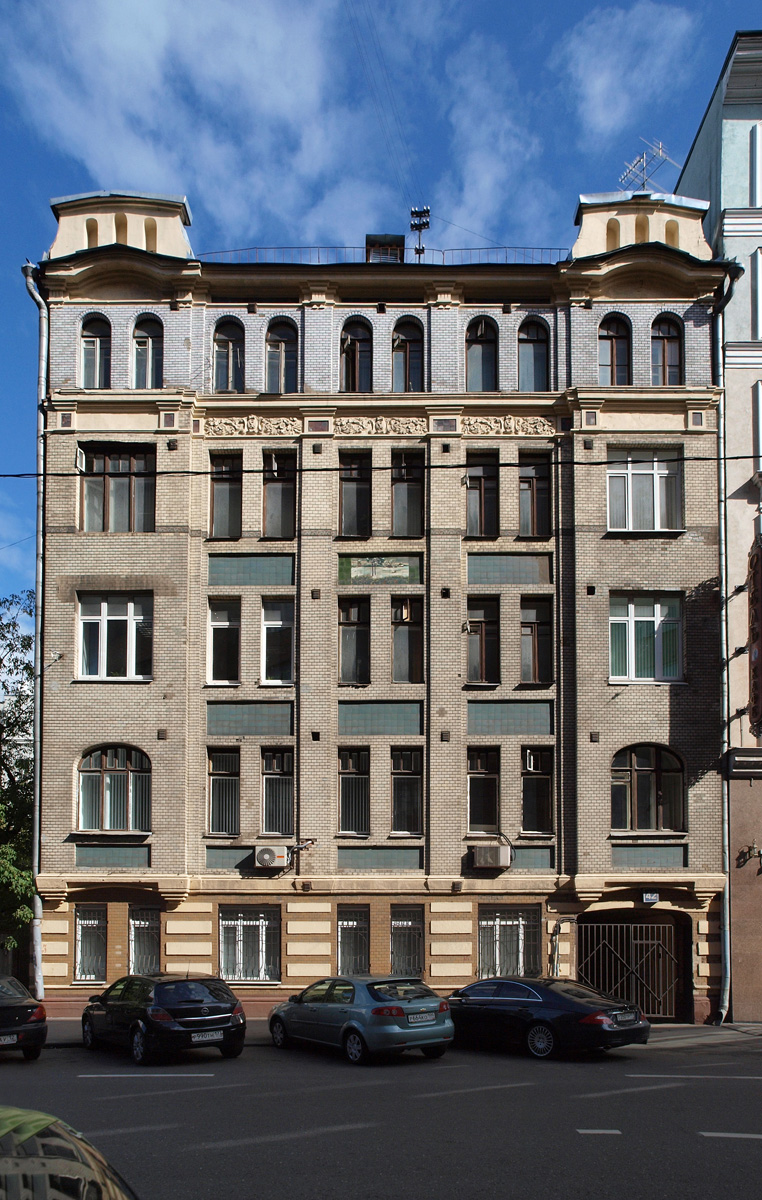
Дом № 42. Поздний модерн